# Pieter Nouwen
Petrus Josephus Maria (Pieter) Nouwen (Geldrop, 19 mei 1949 - Meppel, 2 februari 2007) was een Nederlandse journalist en schrijver.

## Levensloop
Na een studie journalistiek aan de School voor Journalistiek in Utrecht werkte hij van 1971 tot 1986 bij Elseviers Weekblad, eerst als redacteur en vanaf 1979 als buitenlandredacteur. Daarna vestigde hij zich als zelfstandig journalist. Hij schreef onder meer over bedrijfseconomische en ecologische onderwerpen en interviewde tal van bekende personen.
In 1991 verscheen zijn eerste roman, De god in de machine; deze kwam op de longlist van de AKO Literatuurprijs. Hij brak door met zijn derde roman, Het negende uur uit 1997.
Nouwen was bekend om zijn bekering tot het christelijk geloof, na zich jarenlang als ongelovige daar sterk tegen te hebben afgezet. Zijn boeken hadden dan ook op een of andere wijze te maken met zijn nieuwe levensovertuiging, met name Het negende uur, waarin hij duidelijk het religieuze aspect van de Matthäus-Passion ter sprake liet komen.
Hij moest niets hebben van een vrijzinnige invulling van het christendom en ageerde daar fel tegen. Zijn eigen geloof vond hij het best verwoord in de geloofsbelijdenis van Nicea. Wat betreft kerkelijke richting zweefde de rooms-katholiek opgevoede Nouwen tussen het protestantisme en het katholicisme.
Pieter Nouwen overleed op 57-jarige leeftijd aan een hartstilstand veroorzaakt door complicaties die optraden na een operatie vanwege een gebroken been.

## Werken
- De god in de machine, 1991, uitgeverij Thoth - Bussum
- De lichtwachter, 1993, uitgeverij Thoth - Bussum
- Het negende uur, 1997, uitgeverij Thoth - Bussum (opgenomen in de CLO 15, een canon van christelijke literatuur)
- De Pias van het Pentagon, 2004, uitgeverij Thoth - Bussum